# Guilsborough
Guilsborough es un pueblo y una parroquia civil del distrito de Daventry, en el condado de Northamptonshire (Inglaterra).

## Demografía
Según el censo de 2001, Guilsborough tenía 660 habitantes (322 varones y 338 mujeres). 144 (21,82%) de ellos eran menores de 16 años, 464 (70,3%) tenían entre 16 y 74, y 52 (7,88%) eran mayores de 74. La media de edad era de 42,17 años. De los 516 habitantes de 16 o más años, 84 (16,28%) estaban solteros, 357 (69,19%) casados, y 75 (14,53%) divorciados o viudos. 235 habitantes eran económicamente activos, 304 de ellos (95,6%) empleados y otros 14 (4,4%) desempleados. Había 6 hogares sin ocupar, 266 con residentes y 3 eran alojamientos vacacionales o segundas residencias.
| 758                         | 770 | 950 | 1069 | 939 | 982 | - | - | 517 | 558 | 513 | 535 | 501 | 466 | - | 489 | 459 |
| (Fuente: Vision of Britain) |     |     |      |     |     |   |   |     |     |     |     |     |     |   |     |     |